# Torrita di Siena
Torrita di Siena é uma comuna italiana da região da Toscana, província de Siena, com cerca de 7.090 habitantes. Estende-se por uma área de 58 km², tendo uma densidade populacional de 122 hab/km². Faz fronteira com Cortona (AR), Montepulciano, Pienza, Sinalunga, Trequanda.

## Demografia
| Variação demográfica do município entre 1861 e 2011                               |
|                                                                                   |
| Fonte: Istituto Nazionale di Statistica (ISTAT) - Elaboração gráfica da Wikipedia |